# Esther Sunday
Ukpong Esther Sunday (Lagos, 13 marzo 1992) è una calciatrice nigeriana, attaccante del Rekord Bielsko-Biała.

## Carriera

### Club

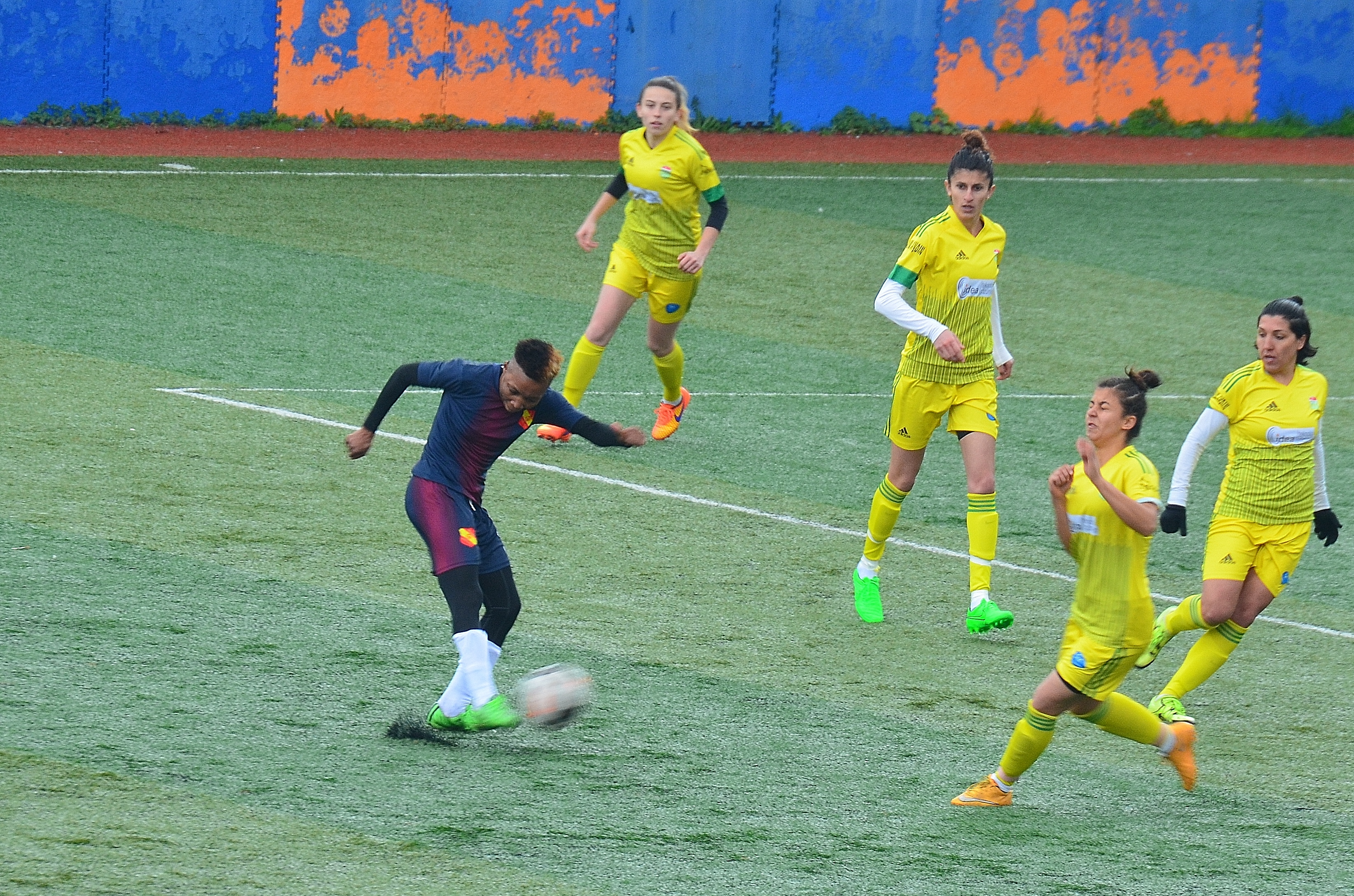
Esther Sunday in azione.

Esther Sunday ha giocato nei club Sunshine Queens F.C. e Pelican Stars F.C. entrambe partecipanti alla Nigerian Women Football League prima di passare al Futbol'ny Klub Minsk. Successivamente nel 2016 si trasferisce nel Trabzon İdmanocağı.

### Nazionale
Sunday viene convocata dalla Federcalcio nigeriana per indossare la maglia della formazione Under-20 in occasione del Mondiale di Germania 2010, condividendo con le compagne l'ottima prestazione della sua nazionale giungendo in finale, poi persa per 2-0 con le padrone di casa della Germania.
Esther Sunday ha giocato per la propria nazionale maggiore nel Campionato mondiale femminile di calcio, nello specifico nell'edizione 2015 in cui però la sua squadra viene eliminata nella fase a gironi.
Ha partecipato alla sua prima Coppa delle nazioni africane femminile nell'edizione 2010 dove vince il titolo grazie alla vittoria in finale per 4-2 contro la Nazionale di calcio femminile della Guinea Equatoriale. Il Campionato africano femminile di calcio 2012 si rileva invece amaro per la Nazionale che giunge solo al quarto posto. Si riaggiudica il titolo nell'edizione 2014 grazie alla vittoria in finale contro il Camerun per 2 a 0.
Nel 2016 partecipa alla sua terza Coppa delle nazioni africane femminile in cui vince il titolo grazie alla vittoria in finale contro il Camerun per 1 a 0.

## Palmarès

### Club
- Campionato bielorusso: 1

2014
- Coppa di Bielorussia femminile: 1

2014

### Nazionale
- Campionato africano femminile: 3

2010, 2014, 2016